# Norddeutscher Rundfunk
Norddeutscher Rundfunk ( NDR ) je zajednička državna radiodifuzna korporacija za slobodni i hanzeatski grad Hamburg i savezne države Mecklenburg-Zapadno Pomeranije, Donju Sasku i Schleswig-Holstein. NDR ima sjedište u Hamburgu. NDR je stvoren 1954. godine dijeljenjem NWDR -a na NDR i WDR. Dana 1. travnja 1956. počeo je emitirati. Članica je ARD -a i ima pravni oblik javnopravne neprofitne ustanove.  Na kraju 2015. godine NDR je imao ukupno 3.426,5 zaposlenih (radnih mjesta).  S Hamburškim lučkim koncertom koji je 1929. godine osnovao NORAG, NDR 90.3 emitira najstariju postojeću radio emisiju na svijetu nedjeljom od 6 ujutro do 8 ujutro.   

## Ciljevi
NDR je državna radiodifuzna korporacija za pokrajine Hamburg, Mecklenburg-Zapadna Pomeranija, Donja Saska i Schleswig-Holstein. Svojim programom namjerava informirati, educirati, savjetovati i zabaviti građane ovih zemalja, a posebno dati doprinos kulturi. Državni ugovor o NDR-u također navodi da su različite regije sjeverne Njemačke kao i njihova kultura i jezik adekvatno uzeti u obzir u programu. Zato bi NDR u osnovi trebao proizvoditi svoj program u sve četiri zemlje svog područja emitiranja. 
Pristupanje Slobodnog Hanzeatskog grada Bremena omogucen je kroz Državni ugovor o NDR-u, međutim to se nije dogodilo jer Bremen ima vlastitu radio stanicu, Radio Bremen .

## Financiranje
Prihod od NDR doprinosa od doprinosa za emitiranje :
| Godina | Prihod od doprinosa | Izvor |
| ------ | ------------------- | ----- |
| 2013   | 949.968.515,85 €    |       |
| 2014   | 1.025.389.521,78 €  |       |
| 2015   | 988.625.118,66 €    |       |
| 2016   | 972.061.911,48 €    |       |
| 2017   | 968.918.797,00 €    |       |
| 2018   | 965.542.497,11 €    |       |
| 2019   | 971.965.802,27 €    |       |

## Lokacije NDR-a
U Hamburgu, NDR se prostire na dvije lokacije, televiziju u Lokstedtu, radiju i administraciji u centru za emitiranje na Rothenbaumchaussee u Harvestehudeu. U glavnim gradovima pokrajina, Hannover, Kiel i Schwerin, kao i u Hamburgu, postoje državne radio i televizijske kuće koje uglavnom stvaraju regionalne programe za dotičnu državu. Osim toga, NDR održava regionalne studije i dopisništva u nekoliko gradova na svom području emitiranja:
- Donja Saska: Studiji u Braunschweigu, Göttingenu, Lüneburgu, Oldenburgu, Osnabrücku ; Dopisnički uredi u Lingenu / Emslandu, Cuxhavenu, Esensu / Ostfrieslandu, Vechti, Verdenu (Alleru), Hamelinu / Weserberglandu i Wilhelmshavenu .
- Schleswig-Holstein: studiji u Flensburgu ( NDR-Studio Flensburg ), Heideu, Kielu, Lübecku i Norderstedtu .
- Mecklenburg-Zapadno Pomorje: Studiji u Greifswaldu, Neubrandenburgu i Rostocku .

Osim toga, NDR upravlja ARD studijima u Londonu, Stockholmu, Pekingu, Tokiju i Singapuru. Osim toga, angažiran je u studiju ARD capital u Berlinu, kao i u studijima ARD u Moskvi, Varšavi, Bruxellesu, Washingtonu, New Yorku i Los Angelesu .
NDR također proizvodi ARD-aktuell u Hamburg-Lokstedtu. 

## web poveznice
- Službena stranica
- Norddeutscher Rundfunk (NDR). (Više nije dostupno na mreži.) U: ABC ARD-a. ard.de, 7. Lipanj 2013, arhivirano od izvornik na 20131014184600 ; preuzeto 9. prosinca 2019 .
- NDR u kronici ARD-a  Arhivirana inačica izvorne stranice od 2. prosinca 2011. (Wayback Machine)

## Poveznice
1. ↑  Staatsvertrag_März_07_1_.qxp - staatsvertrag100.pdf (PDF). Inačica izvorne stranice (PDF) arhivirana 4. srpnja 2021. Pristupljeno 21. srpnja 2022.